# 莫邦富のほっとBiz中国
『莫邦富のほっとBiz中国』（モーバンフのほっとビズちゅうごく）は、東京メトロポリタンテレビジョンの情報番組である。2007年11月4日にスタート。

## 概要
中国の経済の可能性についてナビゲーターの独自の視点で語る番組。

## 出演者
- 莫邦富 - ナビゲーター
- 古賀久美子 - キャスター

## 放送時間
毎週日曜日 18:15 - 18:25（JST）